# 理研グループ
理研グループ（りけんグループ）は、戦前の理研コンツェルンの流れを汲む企業グループ。

## 概要
理研コンツェルン（別称は「理研産業団」）は渋沢栄一が設立した財団法人（のちに特殊法人化→独立行政法人→国立研究開発法人移行で現在に至る）理化学研究所の研究成果を企業化して生まれた関連会社群からなる新興財閥だったが、GHQから十五大財閥指定を受け、財閥解体により持株会社だった理化学興業（1941年に理研工業へ改組改称）は11社へ解体（新理研工業、理研鋼材、理研精機、理化学興業、理研製鋼、大阪理研工業、新潟工業、理研前橋ピストンリング工業、大研工業、理研柏崎ピストンリング工業、理研熊谷鋳鉄）。
また、政府との関与が濃厚であったため、戦後、融資系列が旧日本勧業銀行・旧日本興業銀行（いずれも現在のみずほ銀行）など、かつての特殊銀行の流れを汲む銀行となっている企業が多い。
1987年（昭和62年）9月、理化学研究所とゆかりのある企業により、理化学研究所と産業界との交流をもって科学技術の社会還元を図ることを目的とした「理化学研究所と親しむ会」を設立（初代会長：太田幹二科研製薬株式会社取締役会長）。理化学研究所の役員、研究者等と企業の経営者等の交流を深める場として発展。さらに2017年7月に会の名称を「理研と未来を創る会」へ改定した。
2024年10月、一般社団法人理研未来革新アライアンスを設立、「理研と未来を創る会」の事業を継承した。なお、理研未来革新アライアンスの会員は、必ずしも理化学研究所とゆかりのある企業ではない。

## 主要会社
理研未来革新アライアンス　正会員
- 科研製薬
- ポーラ・オルビスホールディングス
- リケンテクノス
- 花王
- 堀場製作所
- 理研製鋼
- リケン
- 理研電線
- トプコン
- 理研計器
- 理研ビタミン
- 理研鼎業
- 日本電子
- 理研香料工業
- リコー
- パナソニックホールディングス

### 過去の理研コンツェルン
機械・金属
- 宇部マテリアルズ（旧・理研金属の第二会社として設立した宇部化学工業（UBEグループ）が前者を吸収合併。その後、カルシウム生産会社で同じく宇部興産に買収されたカルシード（旧・日本石灰工業）を合併し現社名へ）
- エルゴテック（旧・理研鋼機→トーヨコ理研。のちに清水建設傘下に入り、セコムと極東貿易の支援下で再建。現在独立系）
- リケン（ピストンリング製造の国内最大手）
- 理研計器（東京都板橋区、ガス検知器メーカー。旧興銀・旧富士銀系列で、みずほ企業グループの中で唯一の計測機器専業メーカー）
- 理研電線（現古河電気工業子会社）
- 理研製鋼（現大同特殊鋼持分法適用会社）
- 理研軽金属工業（現日本軽金属ホールディングス子会社）
  - 新日軽（上記会社の建材部門の譲受先、2010年以降は住生活グループへ。事業会社集約による合併で2011年度よりLIXILとなる）
- 理研アルマイト工業

化学・食品
- 科研製薬（芙蓉懇談会から離脱）
- リケンテクノス
- 理研ビタミン（食品製造。旧勧銀系列）
- オカモト（理研ゴムを吸収合併）
  - 理研コランダム（オカモト子会社、研磨材製造）
- 協和キリン（協和発酵工業時代の1955年、酒造部門強化を目的として、合成清酒「利久」を製造していた利久発酵工業（旧社名：理研酒工業）を吸収合併。2002年に協和発酵は酒類部門をアサヒビールに譲渡。現在は系列会社のニッカウヰスキーが製造、アサヒビールが販売している）